# Boo församling
Boo församling är en församling i Värmdö kontrakt i Stockholms stift. Församlingen motsvarar kommundelen Boo i Nacka kommun, Stockholms län. Församlingen utgör ett eget pastorat.

## Administrativ historik
Församlingen bildades 1635 genom en utbrytning ur Värmdö församling.
Församlingen var till 1869 annexförsamling i pastoratet Värmdö, Södra Ljusterö och Boo som från 1638 även omfattade Möja församling, från 1683 Djurö och från 1792 Ingarö församling. Från 1869 till 1 maj 1902 annexförsamling i pastoratet Värmdö, Boo, Djurö, Möja och Ingarö som från 1902 även omfattade Gustavsbergs församling. Från 1 maj 1902 till 1 maj 1923 annexförsamling i pastoratet Gustavsberg, Boo och Ingarö för att därefter utgöra ett eget pastorat.

## Kyrkor
- Boo kapell
- Boo kyrka
- Kummelnäs kapell

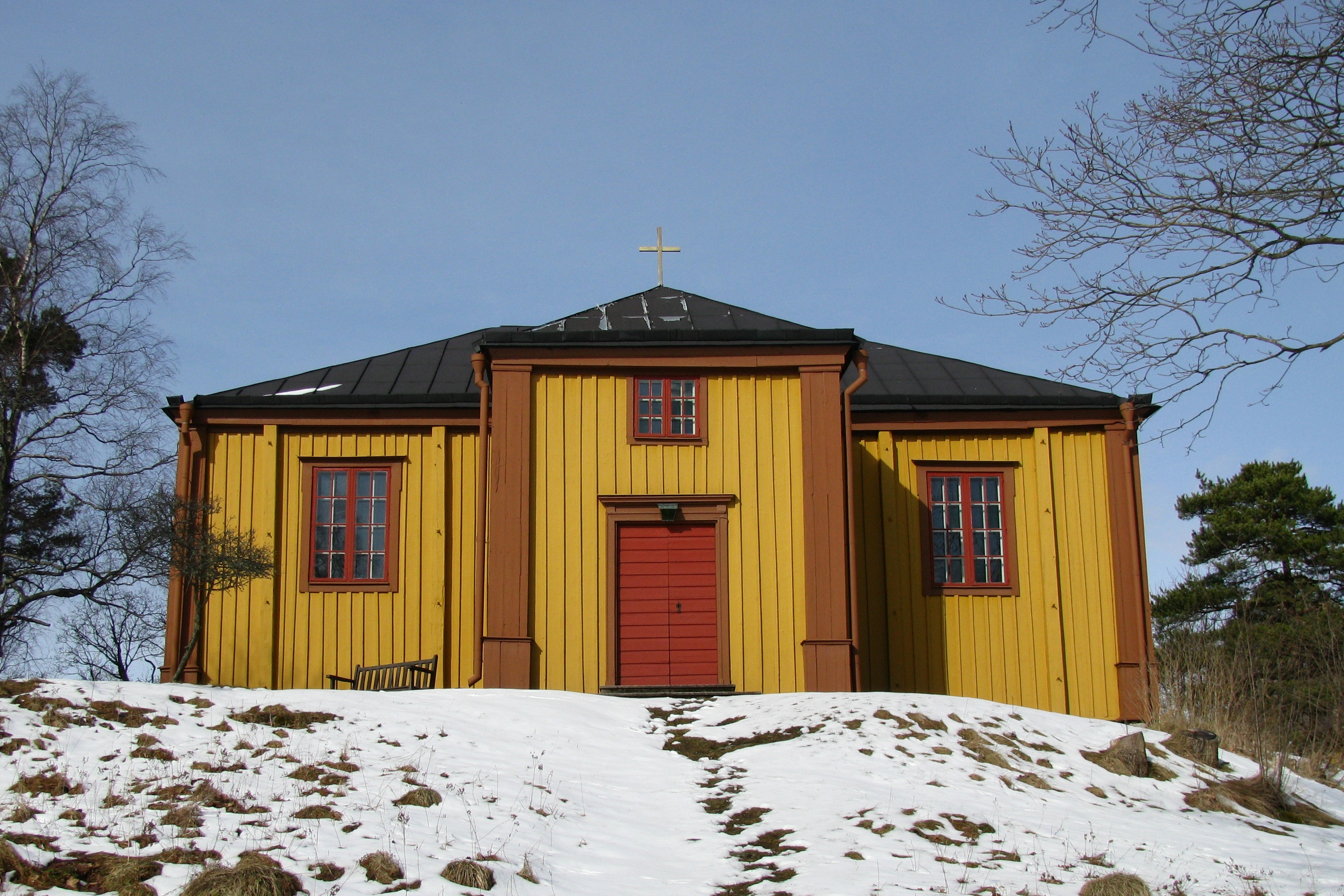
Boo kapell.
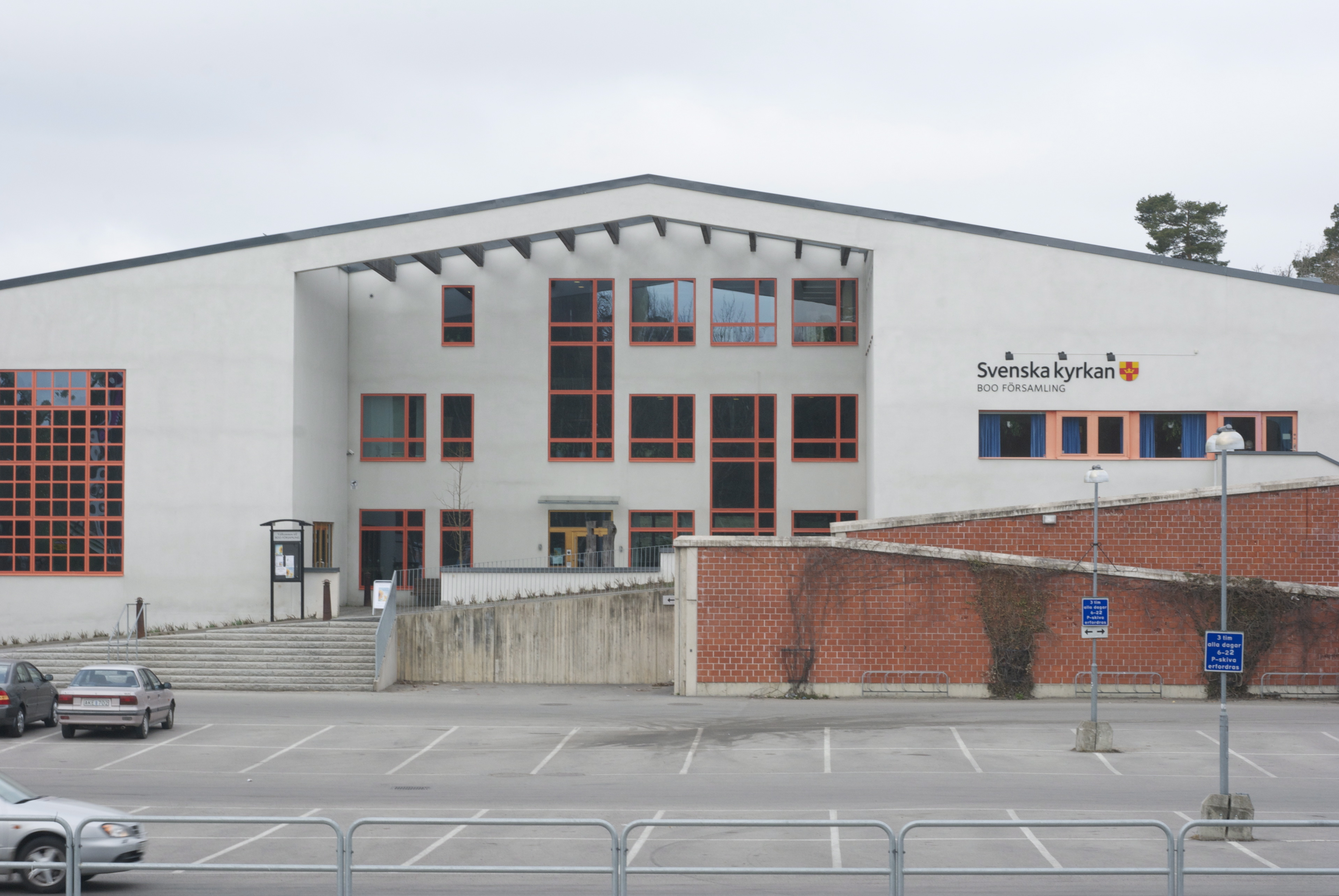
Kyrkans hus i Orminge.
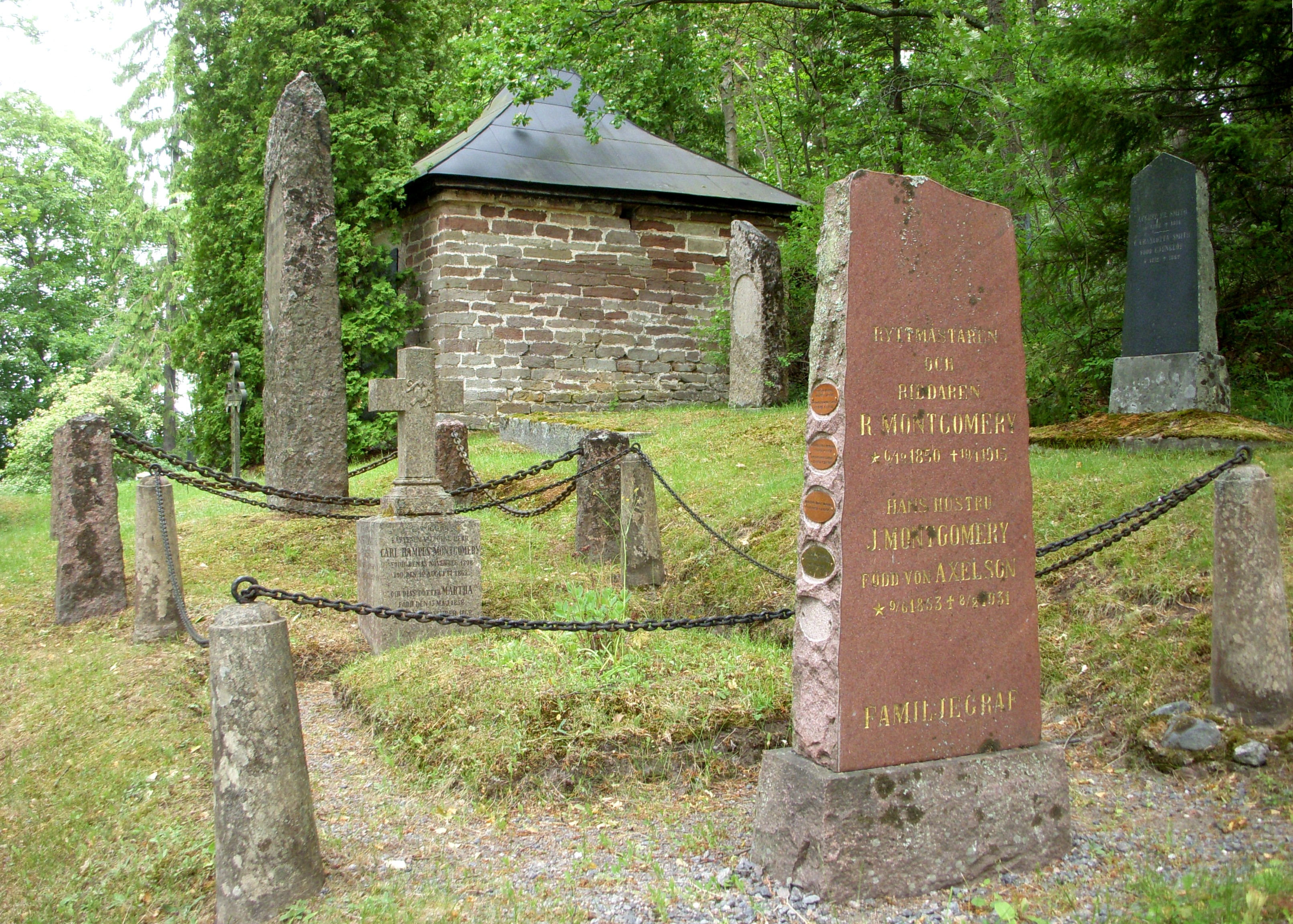
Boo gamla kyrkogård.